# Відьмак (фільм)
«Відьмак» (пол. Wiedźmin) — польський фільм, що є екранізацією збірок оповідань Анджея Сапковського «Меч Призначення» та «Останнє бажання», входять в цикл «Відьмак». У головній ролі відьмака Геральта знявся Міхал Жебровський.

## Зміст
Екранізація роману Анжея Сапковського. Відьмак — штучно створений воїн, призначення якого захищати людство від монстрів і породжень тьми, не втручаючись у справи людей. Однак відьмак Геральт відходить від цих правил, аби знайти царицю Цірі з царства Цінтра і допомогти їй відновити мир у захопленому чужою расою королівстві.

## Ролі
- Відьмак Геральт — Міхал Жебровський
- Молодий Геральт — Мацей Лагодзиньский
- Любисток — Збігнєв Замаховський
- Єнніфер — Гражина Вольщак
- Цирі — Марта Битнер
- Весемир — Єжи Новак
- Неннеке — Ганна Димна
- Ренфрі — Кінга Ільгнер
- Каланта — Єва Вишневська
- Фальвік — Мацей Козловський
- Філавандрель, король ельфів — Данієль Ольбрихський
- Адда — Магдалена Гурська
- Моренн — Кароліна Грушка
- Істредд — Броніслав Вроцлавський
- Стрегобор — Ольгерд Лукашевич
- Ейк — Марек Вальчевський
- Сегелін — Влодзімеж Мусял
- Бохольт — Маріан Глінка
- Вуйт — Томаш Залівський
- Ельдар де Кастеберг — Хенрік Таляр
- Велерад — Марек Баргеловський